# Diogo Torres
Diogo Alberto Carvalho Torres (sinh ngày 22 tháng 4 năm 1987) là một cầu thủ bóng đá người Bồ Đào Nha thi đấu cho Merelinense.

## Sự nghiệp câu lạc bộ
Anh ra mắt chuyên nghiệp tại Giải bóng đá hạng nhất quốc gia Bồ Đào Nha cho Maia vào ngày 17 tháng 12 năm 2005 trong trận đấu trước Portimonense.